# 路易斯·拉罗萨
路易斯·拉罗萨（西班牙語：Luis Larrosa，1958年3月31日—），乌拉圭男子篮球运动员。他曾代表乌拉圭获得1984年夏季奥运会男子篮球比赛第六名。他也曾参加1982年世界篮球锦标赛。